# Autostrada A54
Die Autostrada A54 (italienisch für ‚Autobahn A54‘), auch Tangenziale Ovest di Pavia (Westtangente von Pavia) genannt, ist eine italienische Autobahn in der Lombardei und dient als westliche Umfahrung Pavias. Sie wurde 1994 nach dreijähriger Bauzeit eröffnet und ist vierspurig ausgebaut. Betrieben und verwaltet wir sie von der Milano Serravalle – Milano Tangenziali S.p.A. und ist in ihrem gesamten Verlauf mautfrei.
Ursprung und „Kilometer 0“ der A54 ist die Fortsetzung der früheren SS 35 dei Giovi. Von Mailand kommend führt sie vorbei an dem Fluss Ticino und quert auf halber Strecke die A53, die als Zubringer der A7 Mailand – Genua dient.
Nach 8,4 km endet die Tangenziale an der SS 35 nach Genua.